# Microclysia pristopera
Microclysia pristopera är en fjärilsart som beskrevs av Louis Beethoven Prout 1916. Microclysia pristopera ingår i släktet Microclysia och familjen mätare. Inga underarter finns listade i Catalogue of Life.